# Джохк, Грайр
Грайр Джохк (Армена́к Казаря́н, 1866—1904) — деятель армянского национально-освободительного движения.

## Биография
Родился в селе Агаронк в Сасуне (Битлисский вилайет Османской империи). Сын священника. Учился в школе монастыря св. Карапета в Муше. В 1890-х годах примкнул к партии Гнчак и становится её активистом. Тогда же принимает псевдоним Джохк Грайр. Весной 1894 года направился на Кавказ с целью приобретения оружия, оттуда в Румынию, где примкнул к партии Дашнакцутюн. В 1895 году вернулся в Западную Армению с группой из 50 молодых людей, среди которых были Андраник Озанян и Ахпюр Сероб. Вместе с Татулом (Арам Арамян) организовывал оборону от резни в области Басен. В июне 1896 года оба были арестованы и помещены в тюрьму Эрзерума; Татул был повешен, Грайр освобожден по амнистии. Направляется в Ван, где составляет план организации восстания, затем в Сасун (1902), где наряду с Андраником становится главным организатором и руководителем Сасунской обороны в 1904 году В ходе этой обороны убит 13 апреля в бою в деревне Гелиегузан. Был похоронен во дворе местной церкви рядом с Ахпюр Серобом.
По своим взглядам, был противником мелких разрозненных стычек, отстаивая идею накопления сил для широкого общенационального восстания.